# Чхве Ту Хо
Чхве Ту Хо (англ. Choi Doo-ho, кор. 최두호; род. 6 апреля 1991, Куми) — южнокорейский боец смешанного стиля, представитель полулёгкой весовой категории. Выступает в Ultimate Fighting Championship (UFC) в полулёгком весе. Также известен по выступлениям в организациях Deep, World Victory Road, M-1 Global и др.

## Титулы и достижения

### Ultimate Fighting Championship
- - Зал славы UFC: Бой против Каба Свонсона на UFC 206
  - «Выступление вечера» (дважды) против Сэма Сицилии и Тиагу Тавареса
  - «Лучший бой вечера» (трижды) против Каба Свонсона, Джереми Стивенса и Чарльза Журдена
  - Пятый по количеству нокаутов в истории полулегкого дивизиона UFC (5)
  - Бой года против Каба Свонсона (2016)

### World MMA Awards
- - Бой года против Каба Свонсона (2016)

### ESPN
- - Бой года против Каба Свонсона (2016)

### MMADNA.nl
- - Бой года против Каба Свонсона (2016)

## Биография
Чхве Ту Хо родился 6 апреля 1991 года в городе Куми провинции Кёнсан-Пукто. С юных лет смотрел турниры Pride, мечтал стать профессиональным бойцом ММА, однако долгое время не имел такой возможности. Когда в 2008 году рядом с его домом открылся зал джиу-джитсу, он сразу же начал его посещать, приступив к интенсивным тренировкам.

## Карьера в MMA
Дебютировал в смешанных единоборствах на профессиональном уровне в ноябре 2009 года в Японии, заставил своего соперника сдаться с помощью болевого приёма «рычаг локтя». В 2010 году одержал победу на отборочном турнире M-1 Global, победил на турнире организации World Victory Road и присоединился к японскому промоушену Deep, где, тем не менее, в дебютном поединке потерпел поражение раздельным решением от японца Юсукэ Когиямы.
Дальнейшая его карьера в Deep сложилась весьма успешно, он выиграл несколько важных поединков, в том числе отправил в нокаут известного японского бойца Мицухиро Исиду.

### Ultimate Fighting Championship
Имея в послужном списке 11 побед и только лишь одно поражение, в 2014 году Чхве привлёк к себе внимание крупнейшей бойцовской организации мира Ultimate Fighting Championship и удачно дебютировал здесь, выиграв у предложенного оппонента техническим нокаутом за 18 секунд.
Планировался и несколько раз откладывался бой Чхве Ту Хо против американца Сэма Сицилии. В итоге они встретились в октагоне в ноябре 2015 года, Чхве победил нокаутом и заработал бонус за лучшее выступление вечера.
В 2016 году кореец дважды дрался в клетке UFC. В первом случае он нокаутировал представителя Бразилии Тиагу Тавареса (вновь лучшее выступление вечера), во втором случае единогласным решением судей уступил американцу Кабу Свонсону — этот бой был признан лучшим боем вечера, а некоторые издания, такие как ESPN и World MMA Awards, впоследствии назвали его лучшим боем года. В 2022 было объявлено что этот бой вошёл в Зал славы UFC.
На 2017 год планировались бои против Ренана Барана и Андре Фили, однако по разным причинам ни один из них так и не состоялся.
Чой встретился с Джереми Стивенсом 14 января 2018 года на UFC Fight Night: Stephens vs. Choi. Он проиграл бой техническим нокаутом во втором раунде. Оба участника были награждены «Бой вечера».
Чой встретился с Чарльзом Журденом 21 декабря 2019 года на UFC на ESPN+ 23.  После того, как в первом раунде Журден был отправлен в нокдаун, Чой в конечном итоге проиграл бой техническим нокаутом во втором раунде. Оба участника были награждены наградами «Бой вечера».
Чой должен был встретиться с Дэнни Чавесом 31 июля 2021 года на турнире UFC на ESPN 28. Однако Чой был вынужден сняться с боя из-за травмы. 
Вернувшись после трехлетнего перерыва, Чой встретился с Кайлом Нельсоном 4 февраля 2023 года на турнире UFC Fight Night 218. После вычета очков в третьем раунде из-за столкновения головами бой закончился вничью по мнению большинства судей.  9 из 11 СМИ оценили бой как победу Чоя. 
Чой встретился с Биллом Алгео 20 июля 2024 года на турнире UFC on ESPN 60. Он выиграл бой техническим нокаутом во втором раунде.
Чой встретился с Нэйтом Ландвером 7 декабря 2024 года на турнире UFC 310. Он выиграл бой техническим нокаутом в третьем раунде.

## Статистика в профессиональном ММА
| Боёв 21  | Побед 16 | Поражений 4 |
| -------- | -------- | ----------- |
| Нокаутом | 13       | 2           |
| Сдачей   | 1        | 0           |
| Решением | 2        | 2           |
| Ничьи    | 1        | 1           |

| Результат | Рекорд | Соперник         | Способ                       | Турнир                                                       | Дата            | Раунд | Время | Место                  | Примечание                                                          |
| --------- | ------ | ---------------- | ---------------------------- | ------------------------------------------------------------ | --------------- | ----- | ----- | ---------------------- | ------------------------------------------------------------------- |
| Победа    | 16-4-1 | Нейт Ландвер     | TKO (удары)                  | UFC 310                                                      | 7 декабря 2024  | 3     | 3:21  | Лас-Вегас, Невада, США |                                                                     |
| Победа    | 15-4-1 | Билл Алгео       | TKO (удары)                  | UFC on ESPN: Лемус vs. Жандироба                             | 20 июля 2024    | 2     | 3:38  | Лас-Вегас, Невада, США |                                                                     |
| Ничья     | 14-4-1 | Кайл Нельсон     | Решение большинства          | UFC Fight Night: Льюис vs. Спивак                            | 4 февраля 2023  | 3     | 5:00  | Лас-Вегас, Невада, США |                                                                     |
| Поражение | 14-4   | Чарльз Журден    | TKO (удары руками)           | UFC Fight Night: Edgar vs. Korean Zombie                     | 21 декабря 2019 | 2     | 4:32  | Пусан, Южная Корея     | «Лучший бой вечера» (3)                                             |
| Поражение | 14-3   | Джереми Стивенс  | TKO (удары)                  | UFC Fight Night: Stephens vs. Choi                           | 14 января 2018  | 2     | 2:36  | Сент-Луис, США         | «Лучший бой вечера» (2)                                             |
| Поражение | 14-2   | Каб Свонсон      | Единогласное решение         | UFC 206                                                      | 10 декабря 2016 | 3     | 5:00  | Торонто, Канада        | «Лучший бой вечера» (1); «Бой года» (1); бой внесён в зал славы UFC |
| Победа    | 14-1   | Тиагу Таварис    | KO (удары руками)            | The Ultimate Fighter: Team Joanna vs. Team Cláudia Finale    | 8 июля 2016     | 1     | 2:42  | Лас-Вегас, США         | «Выступление вечера» (2)                                            |
| Победа    | 13-1   | Сэм Сицилия      | KO (удары руками)            | UFC Fight Night: Henderson vs. Masvidal                      | 28 ноября 2015  | 1     | 1:33  | Сеул, Южная Корея      | «Выступление вечера» (1)                                            |
| Победа    | 12-1   | Жуан Пуиг        | TKO (удары руками)           | UFC Fight Night: Edgar vs. Swanson                           | 22 ноября 2014  | 1     | 0:18  | Остин, США             |                                                                     |
| Победа    | 11-1   | Сёдзи Маруяма    | TKO (удары руками)           | Deep: Cage Impact 2013                                       | 15 июня 2013    | 2     | 2:33  | Токио, Япония          |                                                                     |
| Победа    | 10-1   | Тацунао Нагакура | TKO (остановлен секундантом) | Deep: 61 Impact                                              | 16 февраля 2013 | 2     | 4:14  | Токио, Япония          |                                                                     |
| Победа    | 9-1    | Косукэ Умэда     | KO (удар рукой)              | Deep: 59 Impact                                              | 18 августа 2012 | 1     | 2:49  | Токио, Япония          |                                                                     |
| Победа    | 8-1    | Мицухиро Исида   | KO (коленом и руками)        | Deep / Smash: Japan MMA League 2011 Semifinals               | 17 декабря 2011 | 1     | 1:33  | Токио, Япония          |                                                                     |
| Победа    | 7-1    | Нобухиро Обия    | KO (летучее колено)          | Deep: Cage Impact 2011 in Tokyo, 2nd Round                   | 29 октября 2011 | 3     | 0:15  | Токио, Япония          |                                                                     |
| Победа    | 6-1    | Хисаки Хираиси   | Единогласное решение         | Gladiator 23                                                 | 3 сентября 2011 | 2     | 5:00  | Хиросима, Япония       |                                                                     |
| Победа    | 5-1    | Ацухиро Цубои    | TKO (удары руками)           | Deep: clubDeep Nagoya: Kobudo Fight                          | 5 сентября 2010 | 1     | 4:53  | Нагоя, Япония          |                                                                     |
| Победа    | 4-1    | Юитиро Оно       | TKO (удары руками)           | Gladiator 7                                                  | 27 июня 2010    | 1     | 0:26  | Саппоро, Япония        |                                                                     |
| Победа    | 3-1    | Икуо Усуда       | Раздельное решение           | World Victory Road Presents: Sengoku Raiden Championships 13 | 20 июня 2010    | 3     | 5:00  | Токио, Япония          |                                                                     |
| Поражение | 2-1    | Юсукэ Кагияма    | Раздельное решение           | Deep: Cage Impact 2010 in Osaka                              | 6 июня 2010     | 2     | 5:00  | Осака, Япония          | Дебют в полулёгком весе                                             |
| Победа    | 2-0    | Ли Джон Ва       | TKO (удары руками)           | M-1 Selection 2010: Asia Round 1                             | 5 марта 2010    | 1     | 3:20  | Сеул, Южная Корея      |                                                                     |
| Победа    | 1-0    | Такаси Мацуока   | Сдача (рычаг локтя)          | Grachan 3                                                    | 29 ноября 2009  | 1     | 1:05  | Токио, Япония          | Дебют в лёгком весе                                                 |